# Abraham Frowein (Politiker, 1766)

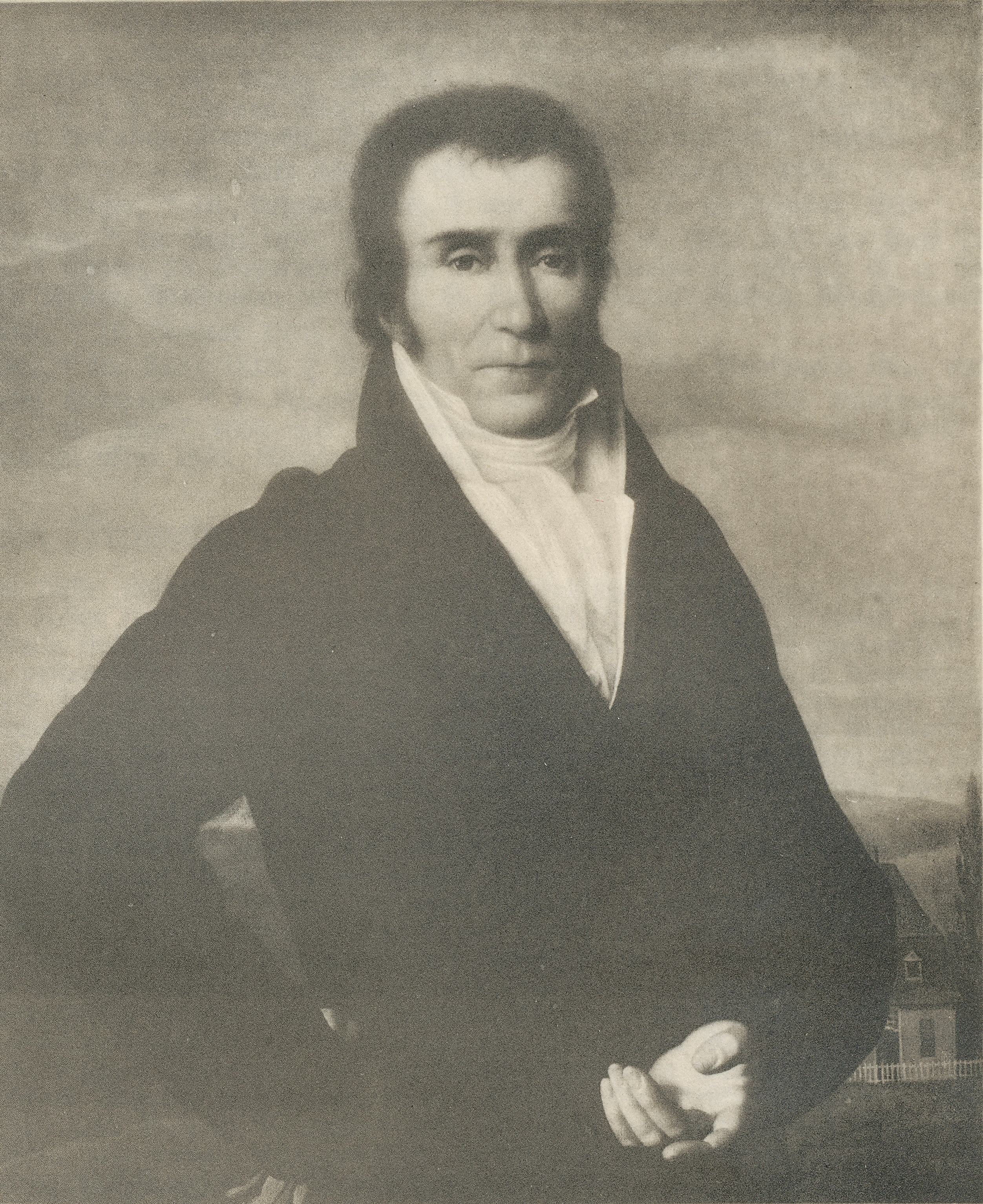
Abraham Frowein

Abraham Frowein (* 29. Januar 1766 in Barmen; † 16. März 1829 in Elberfeld) war ein deutscher Politiker. Er wurde 1807 zum letzten Bürgermeister der Stadt Elberfeld gewählt. Sein Nachfolger Johann Rütger Brüning wurde der erste Oberbürgermeister der Stadt.

## Bürgermeister
Abraham Frowein, als Sohn des Bleichers Johann Kaspar Frowein und seiner Frau Anna Gertrud Bergmann in Barmen geboren, zog früh mit seinen Eltern in die Nachbarstadt Elberfeld. Kaspar Frowein, einer seiner Vorfahren, war zwar 1601 bereits von Lennep nach Elberfeld gezogen und wurde 1617 sogar zum Bürgermeister gewählt. Jedoch ist die Familie später nach Barmen ausgewandert und erst gegen Ende des 18. Jahrhunderts nach Elberfeld zurückgekehrt. Frowein war seit 1787 Teilhaber der Fabrik „Abr. & Gebr. Frowein“. Anfangs ohne Kontakte zu den Politikern der Stadt, sah es nicht so aus als würde er eine Karriere in diese Richtung anfangen können. Erst durch seine Hochzeit mit Charlotta Luisa Weber (* 8. Oktober 1770; † 27. Dezember 1833) am 31. Juli 1794 konnte er Kontakte knüpfen. Weber war die Tochter von Daniel Adolf Weber, dem Bürgermeister von 1788. Ein Jahr später wurde Frowein bereits in den Rat der Stadt gewählt. Im Jahr 1806 kandidierte er das erste Mal bei der Wahl des Bürgermeisters, zog allerdings gegen Johann Rütger Brüning den kürzeren. Da die Wahlperioden zu der Zeit lediglich ein Jahr andauerten, wurde am 1. Mai 1807 erneut gewählt, diesmal gewann Frowein die Wahl. Es hatten sich ebenfalls noch der Kaufmann Karl Ludwig Grünenthal (1770–1808), Kaspar van der Beeck, der mehrmals aufgestellt wurde, aber niemals eine Wahl gewinnen konnte, und Leonhard Feldhoff aufgestellt.

## Ende der Bürgermeisterschaft
Nachdem Napoleon Bonaparte im Jahr 1806 die Kontrolle über den Rheinbund erlangte, war er auch der Herrscher über das Herzogtum Berg. Er setzte seinen Schwiegersohn Joachim Murat als Herzog des Herzogtum Bergs ein. Bei der Gründung des Rheinbundes stieg das Herzogtum zum Großherzogtum Berg auf. Im Dezember 1807 schaffte Großherzog Murat die ständische Verfassung Elberfelds von 1610 ab, setzte somit den Bürgermeister ab und führte das französische System der Munizipalitäten ein. Nachdem das Reich Napoleons 1814 zusammengebrochen war und Elberfeld wieder eine eigene Stadtverwaltung wählen durfte, gehörte Frowein noch viele Jahre dem Stadtrat an.

## Familie
Frowein hatte mit seiner Ehefrau Charlotta Luisa, geborene Weber, elf Kinder:
- Charlotta Luisa (1795–1800)
- Lisetta (1796–1820)
- Abraham (1797–1848)
- Eduard (1798–1820)
- Amalia (1799–1824)
- Eleonora (1801–1845)
- Sophia Augusta (1803–1839)
- August (1805–1850)
  - Eduard von Frowein
- Louis (1808–1882)
- Pauline (1810–1834)
- Berta (1812–1869)